# Amastris alapigmentata
Amastris alapigmentata är en insektsart som beskrevs av Broomfield 1976. Amastris alapigmentata ingår i släktet Amastris och familjen hornstritar. Inga underarter finns listade i Catalogue of Life.